# Ariunbold Batsaikhan
Ariunbold Batsaikhan (mongolisch Батсайханы Ариунболд; * 3. April 1990 in Ulaanbaatar) ist ein mongolischer Fußballtorhüter.

## Leben und Karriere
Batsaikhan wurde am 3. April 1990 in Ulaanbaatar geboren. Er spielt seit 2011 für Khaan Khuns-Erchim FC in der Mongolian Premier League. Außerdem spielt Batsaikhan seit 2012 auch für die Nationalmannschaft der Mongolei. Bisher absolvierte er 9 Länderspiele.